# Маттиас Теодор Фогт
Маттиас Теодор Фогт (нем. Matthias Theodor Vogt; 5 мая 1959, Рим, Италия) — немецкий ученый в сфере культурной политики и автор многочисленных культурологических исследований факторов, влияющих на укрепление демократического потенциала в Европе. В периоде 1992—1995 гг. Фогт способствовал развитию концепции Саксонского закона о культурных пространствах (нем. Sächsisches Kulturraumgesetz, SächsKRG) и принимал неотъемлемое участие в его осуществлении. С 1994 года является директором Саксонского института культурной инфраструктуры, а также с 1997 года занимает должность профессора культурной политики и истории культуры в Высшей Школе Циттау/Гёрлиц (нем. Hochschule Zittau/Görlitz). В 2012 году Печский университет в Венгрии удостоил Фогта звания почетного профессора (лат. honoris causa — «ради почета»), в 2014 году он был награжден Орденом Заслуг перед Республикой Польша (Офицер) за свой вклад в сотрудничество между Германией и Польшей. Фогт исповедует римско-католическую веру, женат и имеет трех детей. В ноябре 2016 года кандидатура Фогта была предложена на пост Федерального президента Германии, как последователя Йоахима Гаука.

## Биография
Маттиас Теодор Фогт вырос в городе Фрайбурге-им-Брайсгау (нем. Freiburg im Breisgau). Внук англиста Теодора Спира (1885—1961, Кёнигсбергский университет), отстраненного от своей должности во времена национал-социализма в силу своих политических и религиозных убеждений. Племянник классического филолога Андреаса Спира (1929—2004, Майнцский университет), а также брат латиниста Грегора Фогта-Спира (*1956, Марбург) и профессора социальной этики Маркуса Фогта (*1962, Мюнхенский университет Людвига-Максимилиана).
Фогт изучал театроведение, философию, германистику и музыковедение в университетах Германии (Берлинский технический университет, Мюнхенский университет Людвига-Максимилиана) и Франции (Париж III Новая Сорбонна, Aix-Marseille). По окончании учебы брал уроки игры на виолончели у Николауса Уленхута в консерватории Базеля, а позже у Атиса Тайхманиса во Фрайбурге. Во время учебы в Мюнхене Фогт был личным секретарем Ганса Ламма, президента еврейской общины в Мюнхене и Верхней Баварии. В 1983 году получил магистерскую степень Мюнхенского университета Людвига-Максимилиана под руководством Клауса Лазаровича и Сюзанны Вилль, в 1988 году был признан кандидатом философских наук в Берлинском техническом университете под руководством Карла Дальхауза и в 2008 г. доктором наук в Печском университете. Также Фогт был экспертом фонда Фольксваген и частью комиссии Учебного фонда Германии. С 1983 года читает лекции на немецком, английском, французском и итальянском языках преимущественно в Европе, Японии и США.
В 1979—1985 гг. Фогт публиковал статьи о Современном музыкальном театре и его постройке в печатных изданиях Германии (Frankfurter Allgemeine Zeitung, Neue Zeitschrift für Musik) и Австрии (Österreichische Musikzeitschrift, Falter Wien), а также давал интервью на радио в Германии (Sender Freies Berlin, Bayerischer Rundfunk, Westdeutscher Rundfunk, Saarländischer Rundfunk), Австрии (Österreichischer Rundfunk) и Франции (Radio France Musique Paris).
В 1986—1989 гг. Фогт был руководителем отдела связей с общественностью и ответственным за программу на фестивале в Байройте. Он работал над крупными музыкальными представлениями на фестивале в Зальцбурге, в Венской государственной опере, в Миланском оперном театре Ла Скала, на Венецианском биеннале, в болгарском Национальном театре Русе, в Московской государственной оперетте, в Шанхайской консерватории, в Парижском театре Шатле и в Римском Aquario Romano. Фогт сотрудничал с Луиджи Ноно, Лучано Берио и Карлхайнцем Штокхаузенем на мировых премьерах пьес "Prometeo ", «Un Re in Ascolto» и «Samstag aus Licht».
Маттиас Теодор Фогт считается «Основателем Саксонского закона о культурных пространствах» (от 20 января 1994). Первый немецкий закон, регулирующий сферу культуры в обязательном порядке, на основе обязательств государства перед сферой культуры. Этот закон позже был предложен Комиссией по изучению культуры в Парламенте Германии Бундестаге в качестве модели для других федеральных земель. Фогт работал над концепцией закона и с 1995 года принимал участие в его внедрении в роли координатора Саксонских культурных пространств. В ноябре 1995 года премьер-министр Курт Биденкопф обратился к Фогту с предложением о сотрудничестве в Федеральном Министерстве науки и искусства, которое он, впоследствии, отклонил.
В 1994 году государственный министр Ганс Йоахим Майер и Маттиас Фогт основали Саксонский институт культурной инфраструктуры. С тех пор Фогт занимает должность директора. В 2014 г. Норберт Ламмерт, президент Бундестага, принял отчет о его работе за первые 20 лет.
В 1997 г. Фогт был назначен профессором культурной политики и истории культуры на факультете «Менеджмент и культуроведение» в Высшей Школе Циттау/Гёрлиц. В 2001—2005 гг. читал лекции в качестве приглашенного профессора в Дрезденском техническом университете, в 2002—2010 гг. в Пражском университете, в 2003 году во Вроцлавском университете, в 2009 г. в университете Саннио Беневента, в 2012 г. в Ягеллонском университете Кракова, а также в Венском университете в 2013 и 2014 гг.
В 1997 году в сотрудничестве с Саксонским институтом культурной инфраструктуры и Высшей школой Циттау/Гёрлиц Фогт основал специальность «Культура и Менеджмент» в Гёрлице. Генеральный директор ЮНЕСКО и покровитель новой образовательной программы, Федерико Майор, охарактеризовал новый подход к образованию в Гёрлице как: «Оказание поддержки в развитии искусства стало и само искусством. Оно призывает людей, совмещая в себе экономическое своеобразие, хватку социального законодательства, непреклонное обязательство кропотливой организации и близость со все более разнообразной культурной жизнью.» В 1998 году специальность получила финансирование от Stifterverband für die Deutsche Wissenschaft (ассоциация учредителей для развития наук в Германии).

## Научная деятельность в сфере политики
С 1990 года Фогт занимается исследованиями процесса культурной трансформации в Европе. Укрепление демократического потенциала на немецкой и европейской периферии крупных городов и методологические аспекты культуроведения представляют для него особый интерес.
В 2016 году он представил вниманию свое исследование на тему миграции «Ankommen in der deutschen Lebenswelt» (Прибытие в немецкий мир).Оно продолжает тему его предыдущих исследований «Minderheiten- und Fremdenfreundlichkeit am Wiederbeginn europäischer Staatlichkeit» (Принятие меньшинств и иностранцев на рассвете новой европейской государственности) и работ научного коллегиума Collegium Pontes Görlitz-Zgorzelec-Zhořelec «Der Fremde als Bereicherung»(Иностранец как обогащение) и «Minderheiten als Mehrwert» (Меньшинства как дополнительный вклад).
Фогт исследовал потенциал принципала-агента для развития гражданского долга в Эрланген, в небольших городах Ландсберг-ам-Лех и Пфорцхайм, а также в маленьком городе Альтэттинг и в сельском поселении Гундельсхайм в районе Бамберг.
Для исследовательской комиссии «Культура в Германии» немецкого Бундестага Фогт проанализировал значение церкви и религиозных общин в культурной жизни Германии.
В сфере политики национальных меньшинств он изучал культуру лужицких сербов и ситуацию на Кавказе.
В 2002—2009 гг. под покровительством министров иностранных дел Германии, Польши и Чехии научный коллегиум Collegium Pontes Görlitz-Zgorzelec-Zhořelec занимался основными проблемами социальной сплоченности в Европе..
Фогт является соредактором журналов Europäisches Journal für Minderheitenfragen EJM (в Вене и Берлине), Rivista Interdisciplinare di Studi Europei / Review of Interdisciplinary Studies on Europe RISE (в Неаполе), Culture Management — Kulturmanagement — Zarządzanie Kulturą и Towarzystwo Doktorantów Uniwersytetu Jagiellońskiego (в Кракове).
Он опубликовал около 400 книг и научных работ как автор, соавтор, редактор и соредактор.

## Политическая деятельность
Фогт относится к социальному крылу христианско-демократического союза Германии (нем. Christlich Demokratische Union Deutschlands, CDU) и регулярно участвует в работе демократических партий.

## Общественная деятельность
- 1985-1986 гг. инициатор неосуществленного проекта мемориала жертвам Холокоста в Тиргартен в Берлине совместно с Фумикатцу Инуэ, Иерусалим[33], и Мартином Шперлих, Берлин
- 1991-1994 гг. член правления Международного музыкального фестиваля на Тегернзе (нем. Tegernsee), художественный руководитель: Наталья Гутман
- 1993-1998 гг. член правления общества Эриха Охзера в городе Плауэн (президент: Вилли Даумэ)
- С 1998 г. член общества награды Brückepreis за международное согласие в Гёрлиц[34]
- В 1999 (лауреат: Фрея фон Мольтке; оратор: Владислав Бартошевски) и в 2000 гг. (лауреат: Арно Люстигер; оратор: Вольф Бирманн) занимал пост президента

## Награды
- 1998 г. награда ассоциации учредителей «Stifterverband für die Deutsche Wissenschaft» за специальность-ЮНЕСКО «Культура и менеджмент» в Гёрлиц (Германия)
- 2000 г. медаль Франца Кафки в Праге (Чехия)
- 2000 г. награда за развитие культуры и искусства European Union of Arts в Брюсселе (Бельгия)
- 2012 г. медаль Йожефа Этвёша Высшей школы Йожефа Этвёша в Байя (Венгрия)
- 2014 г. «Офицерский крест» Ордена Заслуг перед Республикой Польша (Польша)

## Избранные труды
- Совместно с Erik Fritzsche, Christoph Meißelbach: Ankommen in der deutschen Lebenswelt. Migranten-Enkulturation und regionale Resilienzstärkung. Geleitwort von Rita Süssmuth und Nachwort von Olaf Zimmermann. Europäisches Journal für Minderheitenfragen Vol. 9 No. 1-2 2016. Berliner Wissenschafts-Verlag 2016, ISBN Print: 978-3-8305-3716-8, E-Book: 978-3-8305-2975-0, ISSN Print: 1865—1089, Online: 1865—1097.
- Wie weiter in der Armenienfrage? Ein Vorschlag zu den möglichen politischen Folgerungen aus dem «Ökumenischen Gottesdienst im Berliner Dom anläßlich der Erinnerung an den Völkermord an Armeniern, Aramäern und Pontos-Griechen» am 23. April 2015 und der «Debatte zu den Deportationen und Massakern an den Armeniern vor 100 Jahren» im Deutschen Bundestag am 24. April 2015. Europäisches Journal für Minderheitenfragen Vol 8 No 3 2015. Verlag Österreich, Wien 2015.
- Совместно с Olaf Zimmermann (Hrsg.): Verödung? Kulturpolitische Gegenstrategien. Beiträge zur Tagung 22./23. November 2013 in Görlitz. Veranstalter: Deutscher Kulturrat und Institut für kulturelle Infrastruktur Sachsen. Edition kulturelle Infrastruktur, Görlitz und Berlin 2013.
- Совместно с Katarzyna Plebańczyk, Massimo Squillante, Irena Alperyte (editors): Brain Gain through Culture? Researching the Development of Middle Size Cities in Poland, Lithuania, Italy, Hungary, Germany, and France.  DOI 10.1696/KOL-2012. Görlitz 2012.
- При содействии Vladimir Kreck и den Fellows des Collegium Pontes Görlitz-Zgorzelec-Zhořelec: Empfehlungen zur Stärkung der sorbischen Minderheit durch Schaffung eines abgestimmten Selbstverwaltungs-, Kooperations-, Projekt- und Institutionenclusters. Europäisches Journal für Minderheitenfragen Vol. 5 No. 4. Wien 2012. S. 211—430.
- При содействии Isabell Ehrlicher, Amandine Laïk, Carolin Eisner, Ulf Großmann: Kultur für Landberg. Stärkung der Innenstadt durch Aufwertung der kulturellen Infrastruktur sowie Erhalt und Entwicklung der einschlägig genutzten Baudenkmäler. Görlitz 2012.
- What is Cultural Policy? Was ist Kulturpolitik? Czym jest polityka kulturalna? In: Emil Orzechowski et al. (Hrsg.): Vol. III (3) Culture management. Kulturmanagement. Zarządzanie kulturą, Krakau 2010. S. 113—136, 15-39, 213—237.
- Совместно с Jan Sokol, Dieter Bingen, Jürgen Neyer und Albert Löhr (Hrsg.): Minderheiten als Mehrwert. (= Schriften des Collegium Pontes. Band VI). Frankfurt am Main u. a. 2010, ISBN 978-3-631-60239-3.
- Совместно с Jan Sokol, Dieter Bingen, Jürgen Neyer und Albert Löhr (Hrsg.): Der Fremde als Bereicherung. (= Schriften des Collegium Pontes. Band V). Frankfurt u. a. 2010, ISBN 978-3-631-60233-1.
- Совместно с Jan Sokol, Beate Ociepka, Detlef Pollack und Beata Mikołajczyk (Hrsg.): Europäisierung im Alltag. (= Schriften des Collegium Pontes. Band IV). Frankfurt am Main u. a. 2009, ISBN 978-3-631-58033-2.
- Совместно с Jan Sokol, Beate Ociepka, Detlef Pollack und Beata Mikołajczyk (Hrsg.): Die Stärke der Schwäche. (= Schriften des Collegium Pontes. Band III). Frankfurt am Main u. a. 2009, ISBN 978-3-631-58032-5.
- Совместно с Jan Sokol, Beate Ociepka, Detlef Pollack und Beata Mikołajczyk (Hrsg.): Peripherie in der Mitte Europas. (= Schriften des Collegium Pontes. Band II). Frankfurt am Main u. a. 2009, ISBN 978-3-631-58031-8.
- Совместно с Jan Sokol, Beate Ociepka, Detlef Pollack und Beata Mikołajczyk (Hrsg.): Bedingungen europäischer Solidarität. (= Schriften des Collegium Pontes. Band I). Frankfurt am Main u. a. 2009, ISBN 978-3-631-58030-1.
- Der Beitrag der Kirchen und Religionsgemeinschaften zum kulturellen Leben in Deutschland. In: Deutscher Bundestag (Hrsg.): Kultur in Deutschland. Schlußbericht der Enquete-Kommission des Deutschen Bundestages. Deutscher Bundestag, K.-Drs. 15/414b. Regensburg 2008, ISBN 978-3-932581-93-9.
- (Hrsg.): «Kulturräume in Sachsen. Eine Dokumentation. Mit einer photographischen Annäherung von Bertram Kober und dem Rechtsgutachten von Fritz Ossenbühl». (= Kulturelle Infrastruktur Band I). Universitätsverlag, Leipzig 1. Auflage 1994, 2. Auflage 1996, 3. Auflage 1997, ISBN 3-931922-04-9.
- (Hrsg.) Das Gustav-Mahler-Fest Hamburg 1989. Kassel/ Basel/ London/ New York 1991, ISBN 3-7618-1015-6.
- Die Genese der Histoire du Soldat von Charles-Ferdinand Ramuz, Igor Strawinsky und René Auberjonois. Bamberg 1989 (Zugleich Dissertation an der TU Berlin 1989).